# هیدرودسولفوریزاسیون
هیدرودسولفوریزاسیون(Hydrodesulfurization) یا HDS یا هیدروگوگردزدایی یک فرایند شیمیایی فروکافت است که به فراوانی در حذف گوگرد (S) از گاز طبیعی و محصولات نفتی پالایش شده از نفت مانند بنزین، سوخت جت، نفت سفید، سوخت دیزل و روغن‌های سوختی کاربرد دارد. هدف از حذف گوگرد، کاهش انتشار گوگرد دی‌اکسید در اثر مصرف سوخت در خودروها، هواگردها، لوکوموتیوها، کشتی‌ها، کوره‌های صنعتی و غیرصنعتی، نیروگاه‌های سوخت فسیلی و هر گونه فرایند احتراق مواد سوختی است.

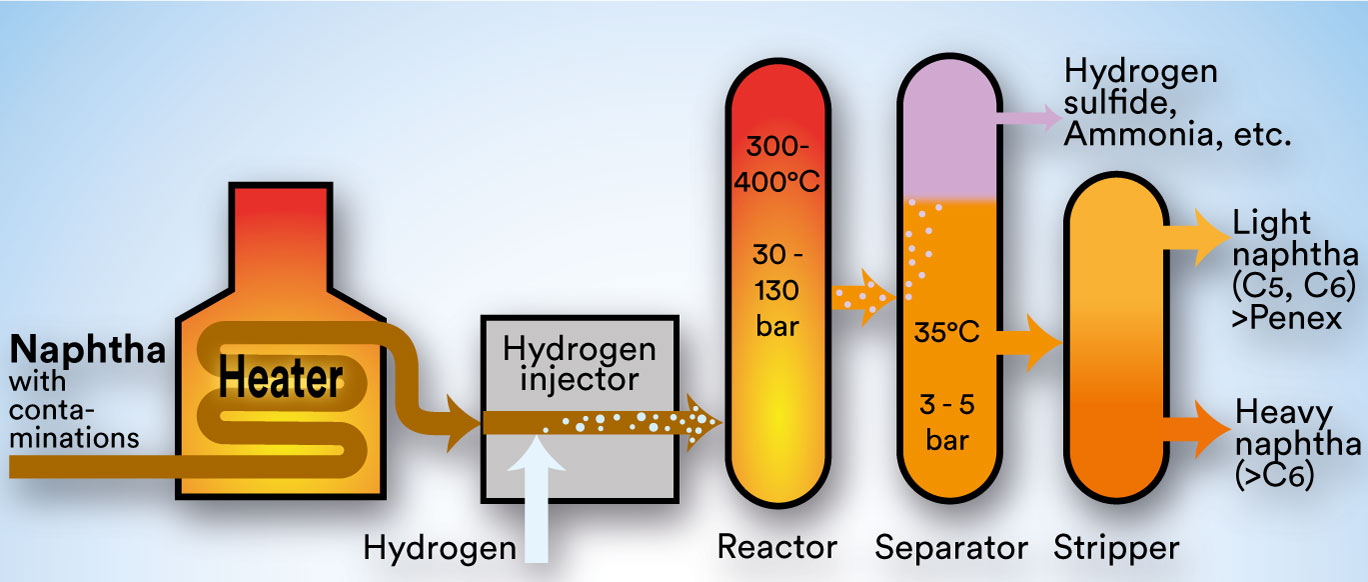
واحد هیدرودسولفوریزاسیون در یک پالایشگاه

دلیل مهم دیگری که برای حذف گوگرد از نفتا وجود دارد این است که گوگرد حتی در غلظت بسیار کم باعث سمی شدن فلزهای کم‌یابی (مانند پلاتین و رنیوم) که به عنوان کاتالیزگر در فرایند پالایش حضور دارند، می‌شود. فرایند پالایش برای کاهش عدد اکتان نفتا است.
فرایندهای هیدرودسولفوریزاسیون صنعتی شامل تجهیزاتی برای جذب و حذف گاز هیدروژن سولفید می‌شود. در پالایشگاه‌های نفت، گاز هیدروژن سولفید متعاقباً به گوگرد عنصری یا سولفوریک اسید تبدیل می‌شود. در واقع اکثریت قریب به اتفاق ۶۴ میلیون تن گوگرد تولید شده در سال ۲۰۰۵، محصول جانبی پالایشگاه ها و سایر کارخانه‌های فرآوری هیدروکربن بود.

## تاریخچه
اگرچه برخی از واکنش‌های مربوط به هیدروژناسیون کاتالیستی مواد آلی قبلاً شناخته شده بود، ویژگی نیکل ریز شده برای تسریع کردن تثبیت هیدروژن روی پیوندهای دوگانه هیدروکربنی (اتیلن، بنزن) توسط شیمیدان فرانسوی پل ساباتیه در سال ۱۸۹۷ کشف شد.
پس از کار پل ساباتیه، ویلهلم نورمان دریافت که هیدروژناسیون کاتالیزوری می‌تواند برای تبدیل اسیدهای غیر چرب یا گلیسرید در فاز مایع به اسیدهای اشباع استفاده شود. او در سال ۱۹۰۲ در آلمان و در سال ۱۹۰۳ در بریتانیا، یک حق اختراع دریافت کرد، که آغازی برای صنعت امروزی در سراسر جهان بود.
در اواسط دهه ۱۹۵۰، اولین فرایند اصلاح کاتالیزری فلزات نجیب (به انگلیسی: Platformer process)تجاری شد. در همان زمان، سولفورزدایی کاتالیزوری از خوراک نفتا برای چنین ریفرمرهایی نیز تجاری شد. در دهه‌های بعد، فرایندهای مختلف سولفورزدایی کاتالیزوری، مانند آنچه در نمودار جریان زیر نشان داده شده‌است، تجاری شده‌اند. در حال حاضر، تقریباً تمام پالایشگاه‌های نفت در سراسر جهان یک یا چند واحد هیدرودسولفوریزاسیون دارند.
تا سال ۲۰۰۶، واحدهای کوچک میکروسیال هیدرودسولفوریزاسیون برای تصفیه سوخت جت (به انگلیسی: JP-8 jet fuel) به منظور تولید ذخایر تغذیه تمیز برای یک ریفرمر هیدروژنی پیل سوختی به کار گرفته شد. تا سال ۲۰۰۷، این سیستم در یک سیستم تولید پیل سوختی ۵ کیلو واتی ادغام شد.

## شیمی فرایند
هیدروژناسیون (هیدروژنه کردن) دسته ای از واکنش‌های شیمیایی است که نتیجه اصلی آن افزودن هیدروژن است. هیدروژنولیز نوعی هیدروژناسیون است که منجر به جدا شدن پیوند شیمیایی (C-X) می‌شود و در آن (C) یک اتم کربن و (X) یک اتم گوگرد، نیتروژن یا اکسیژن است؛ بنابراین، سولفورزدایی با آب یک واکنش هیدروژنولیز است. استفاده از اتان اتیول (C2H5SH)، یک ترکیب گوگردی موجود در برخی فرآورده‌های نفتی، به عنوان مثال، واکنش هیدرودسولفوریزاسیون را می‌توان به سادگی این گونه بیان نمود:
C2H5SH + H2 → C2H6 + H2S

## شرح فرایند
در یک واحد هیدرودسولفوریزاسیون صنعتی، مانند یک پالایشگاه، واکنش هیدروسولفورزدایی در یک راکتور بستر ثابت در دماهای بالا بین ۳۰۰ تا ۴۰۰درجه سانتی گراد و فشارهای بالا بین ۳۰ تا ۱۳۰ اتمسفر فشار مطق، معمولاً در حضور یک کاتالیزور متشکل از پایه آلومینا، اشباع شده با کبالت و مولیبدن (معمولا کاتالیزور CoMo نامیده می‌شود) انجام می‌شود. گاهی اوقات، ترکیبی از نیکل و مولیبدن (به نام NiMo) علاوه بر کاتالیزور (CoMo)، برای ذخایر خوراکی که تصفیه آن مشکل است، مانند آن‌هایی که دارای سطح بالایی از پیوند شیمیایی نیتروژن هستند، استفاده می‌شود.
تصویر زیر یک تصویر شماتیک از تجهیزات و جریان‌های فرآیندی در یک واحد (HDS) پالایشگاه معمولی است.

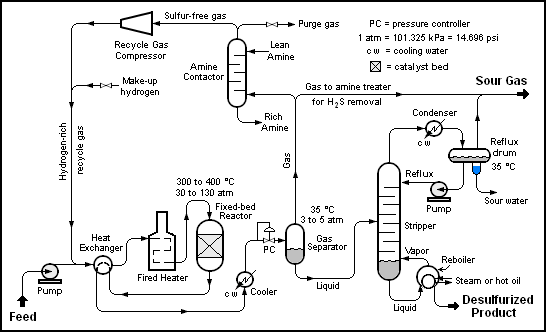

خوراک مایع (در سمت چپ پایین نمودار) تا فشار بالای موردنیاز پمپ می‌شود و توسط جریان گاز بازیافتی غنی از هیدروژن به آن می‌پیوندد. مخلوط مایع و گاز حاصل با عبور از یک مبدل حرارتی پیش گرم می‌شود. سپس خوراک پیش گرم شده از یک هیتر جریان می‌یابد که در آن مخلوط خوراک کاملاً تبخیر شده و قبل از ورود به راکتور تا دمای بالا گرم می‌شود و از کاتالیزور بستر ثابت جریان می‌یابد که در آن واکنش سولفورزدایی هیدروژنی انجام می‌شود.
محصولات واکنش گرم، تا حدی با عبور از مبدل حرارتی که در آن خوراک راکتور پیش گرم شده بود خنک می‌شوند و سپس از مبدل حرارتی خنک شده با آب جریان می‌یابند، پیش از اینکه از کنترلر فشار جریان یابند، تحت کاهش فشار به حدود ۳ تا ۵ قرار می‌گیرند. مخلوط حاصل که شامل مایع و گاز در حدود ۳۵ درجه سانتی گراد و فشار ۳ تا ۵ اتمسفر مطلق است وارد مخزن جداکننده گاز می‌شود.
بیشتر گاز غنی از هیدروژن از مخزن جداکننده گاز، گاز بازیافتی است که از طریق یک تماس دهنده آمین برای حذف محصول سولفید هیدروژن که در آن وجود دارد می‌گذرد. سپس گاز غنی از هیدروژن بدون سولفید هیدروژن برای استفاده مجدد در بخش راکتور، بازبازیابی می‌شود. هر گاز اضافی از مخزن جداکننده گاز به گاز ترش حاصل از جداسازی مایع محصول واکنش می‌پیوندد.
مایع حاصل از مخزن جداکننده به یک برج دفع ریبویلر دار هدایت می‌شود. محصول پایین برج محصول نهایی مایع گوگردزدایی شده از واحد هیدروسولفوریزاسیون است.
گاز ترش بالا سری برج دفع حاوی هیدروژن، متان، اتان، سولفید هیدروژن، پروپان و شاید برخی از بوتان و اجزای سنگین تر است. گاز ترش برای حذف سولفید هیدروژن در واحد تصفیه گاز آمین اصلی پالایشگاه و از طریق یک سری برج‌های تقطیر برای بازیابی پروپان، بوتان و پنتان یا اجزای سنگین تر به کارخانه پردازش گاز مرکزی پالایشگاه فرستاده می‌شود. هیدروژن، متان، اتان و مقداری پروپان باقیمانده به عنوان سوخت پالایشگاه استفاده می‌شود. سولفید هیدروژن حذف شده و بازیافت شده توسط واحد تصفیه گاز آمین متعاقباً در یک واحد فرایند (Claus) به گوگرد عنصری یا در فرایند اسید سولفوریک مرطوب یا در فرایند تماس سنتی به اسید سولفوریک تبدیل می‌شود.

## کاتالیست‌ها و مکانیزم‌ها
کاتالیزرهای اصلی (HDS) بر پایه دی سولفید مولیبدن (MoS2) همراه با مقادیر کمتری از فلزات دیگر هستند. ماهیت مکان‌های فعالیت کاتالیزری همچنان یک منطقه فعال تحقیقاتی است، اما به‌طور کلی فرض بر این است که صفحات پایه ساختار (MoS2) مربوط به کاتالیزور نیستند، بلکه لبه‌ها یا کناره‌های این صفحه ها. در لبه‌های کریستالیت‌های (MoS2)، مرکز مولیبدن می‌تواند یک محل غیر اشباع هماهنگ (CUS) را تثبیت کند، که به عنوان جای خالی آنیون نیز شناخته می‌شود. لایه‌هایی مانند تیوفن به این محل متصل می‌شوند و تحت یک سری واکنش‌ها قرار می‌گیرند که منجر به بریدگی (C-S) و هیدروژناسیون (C=C) می‌شود؛ بنابراین هیدروژن نقش‌های متعددی ایفا می‌کند-تولید جای خالی آنیون با حذف سولفید، هیدروژناسیون و هیدرولیز. نمودار ساده شده برای چرخه نشان داده شده‌است:

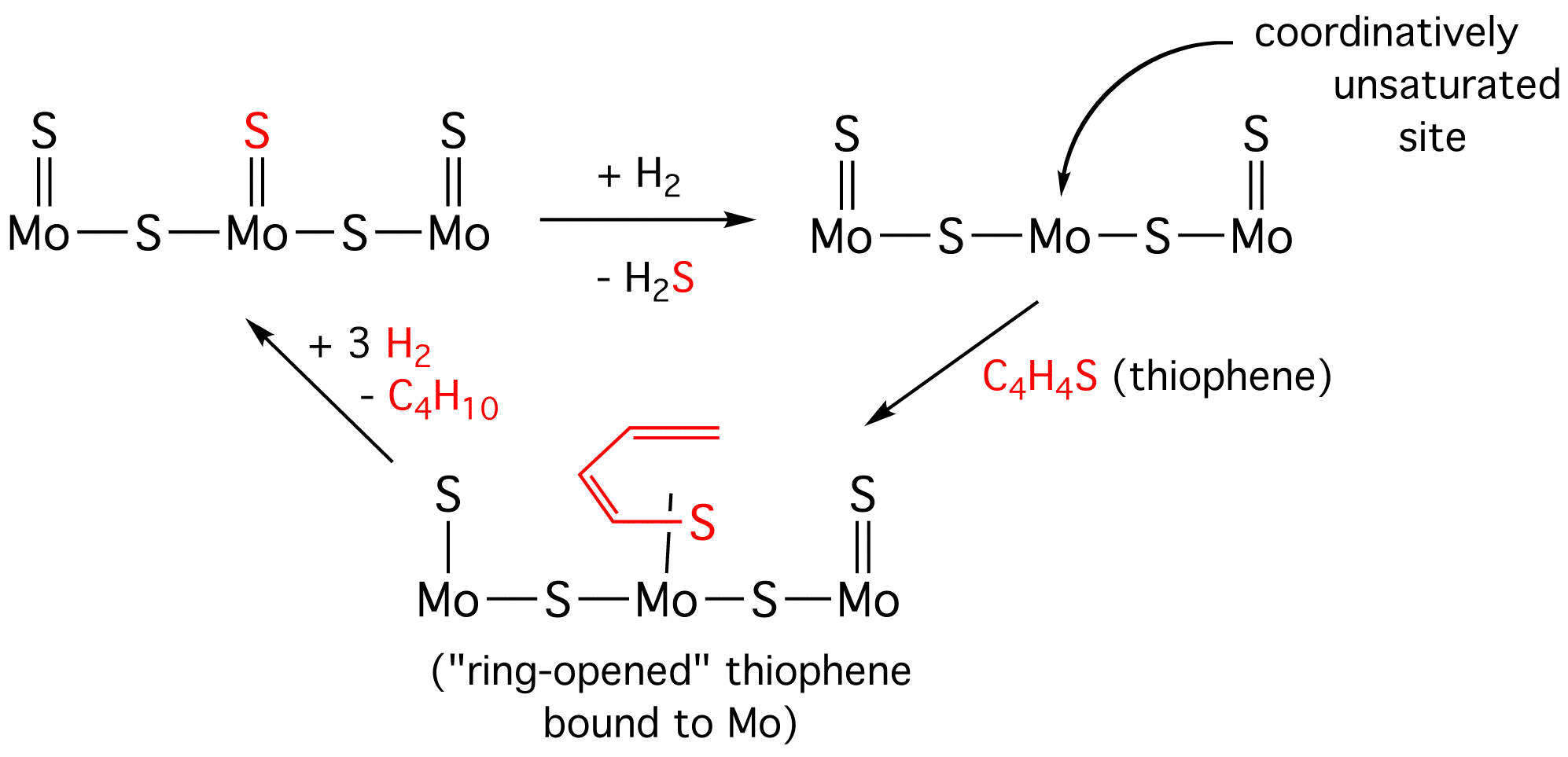